# Berliner Bauakademie
Die Berliner Bauakademie, auch Schinkelsche Bauakademie genannt, war eine Institution und ein Gebäude am Schinkelplatz im heutigen Berliner Ortsteil Mitte. Die Institution wurde 1799 von Friedrich Wilhelm III. zur Ausbildung von Architekten gegründet und war eine Vorgängerin der Technischen Universität Berlin. Das ingenieurwissenschaftlich und kunsthistorisch bedeutsame Gebäude mit seiner roten Ziegelfassade wurde 1832 bis 1836 nach Plänen von Karl Friedrich Schinkel errichtet und gilt als ein früher Ursprungsbau der architektonischen Moderne. Im Zweiten Weltkrieg ausgebrannt, wurde es 1962 nach bereits begonnenem Wiederaufbau abgerissen. Am 11. November 2016 beschloss der Deutsche Bundestag, die Bauakademie wiederzuerrichten. Zu diesem Zweck besteht seit 2019 die Bundesstiftung Bauakademie; der Planungswettbewerb soll 2025 ausgeschrieben werden.

## Überblick

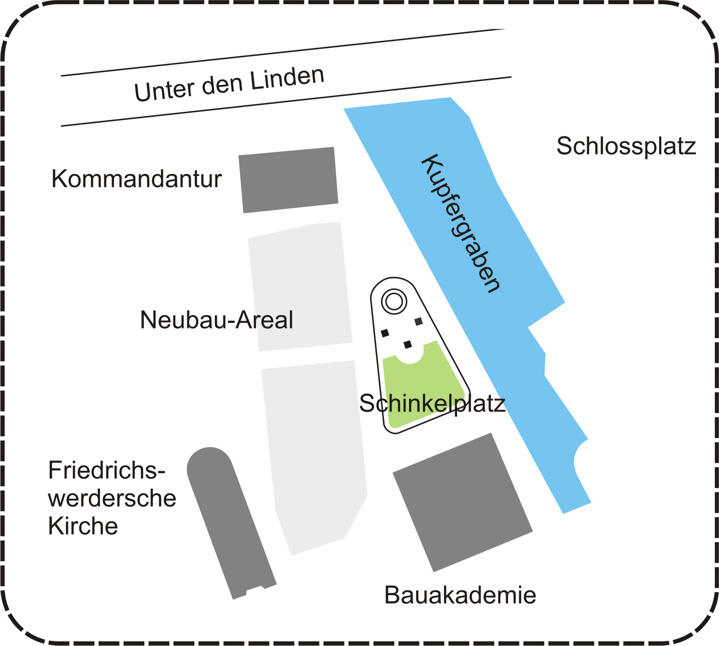
Lage der Bauakademie

Als Hochschule zur Ausbildung von Baumeistern verbanden sich in der Berliner Bauakademie die Fragen nach Aufbau und Organisation der modernen Bauverwaltung mit jenen nach einer angemessenen Ausbildung. Die Akademie wurde am 18. März 1799 von König Friedrich Wilhelm III. gegründet und 1801 dem Oberbaudepartement als Abteilung ein- und räumlich angegliedert. Aus dem Zusammenschluss der Bauakademie mit der Berliner Gewerbeakademie ging am 1. April 1879 die Technische Hochschule Charlottenburg – die spätere Technische Universität Berlin – hervor.
Das 1832 bis 1836 errichtete Akademiegebäude wurde auf dem Alten Packhof zwischen Kupfergraben und Friedrichswerderscher Kirche nach einem Entwurf von Karl Friedrich Schinkel errichtet. Damit war „ein ikonischer und für die Moderne wegweisender Bau“ entstanden. Er diente im Verlauf auch für öffentliche Ausstellungen, Veranstaltungen und diverse Institutionen wie die erste Bildstelle in Deutschland. Im Jahr 1837 gestaltete der Gartenbaumeister Peter Joseph Lenné den davorliegenden Freiraum, der später zu Ehren Schinkels Denkmalbauten erhielt und Schinkelplatz genannt wurde.
Nach einem Bombenangriff brannte das Akademiegebäude 1945 aus. Der bereits begonnene Wiederaufbau wurde 1956 eingestellt. Im Jahr 1962 ließ die DDR-Regierung das Akademiegebäude für den Neubau des Außenministeriums abreißen, der wiederum 1996 entfernt wurde. Seit 2004 wurde durch den Förderverein Bauakademie die Gebäudefassade mit Riesenpostern nachgebildet und eine Gebäudeecke aus Ziegel und Terrakotta wiedererrichtet. Bis 2008 wurde auch der benachbarte Schinkelplatz in historischer Gestalt wiederhergestellt. Im Jahr 2016 beschloss der Deutsche Bundestag die Rekonstruktion des Akademiegebäudes. Es soll als Forum für nachhaltiges Bauen, Städtebau und digital unterstütztes „Bauen 4.0“ dienen.

## Institution

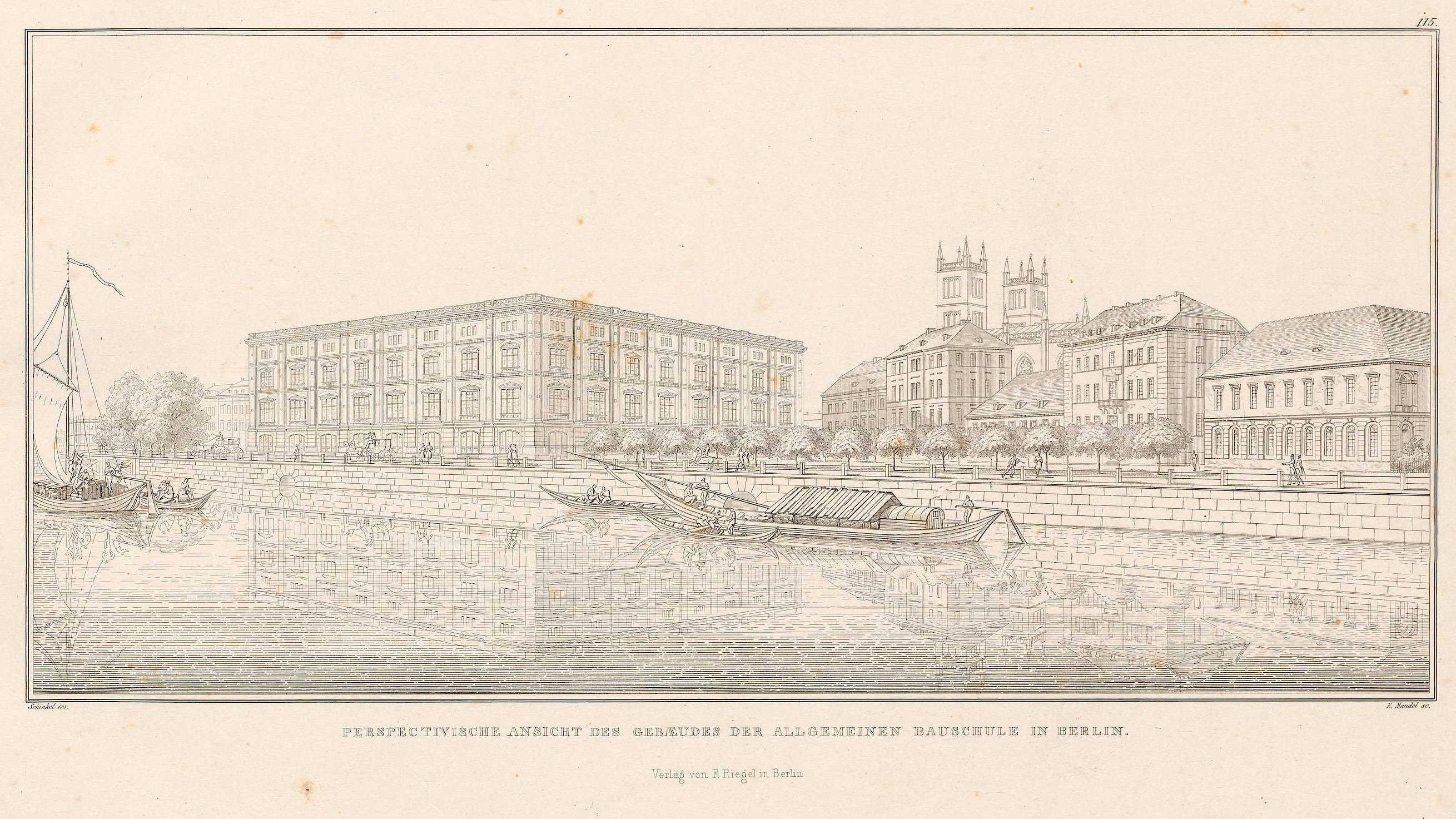
Perspektivische Ansicht der Bauakademie, Zeichnung von Karl Friedrich Schinkel, 1833

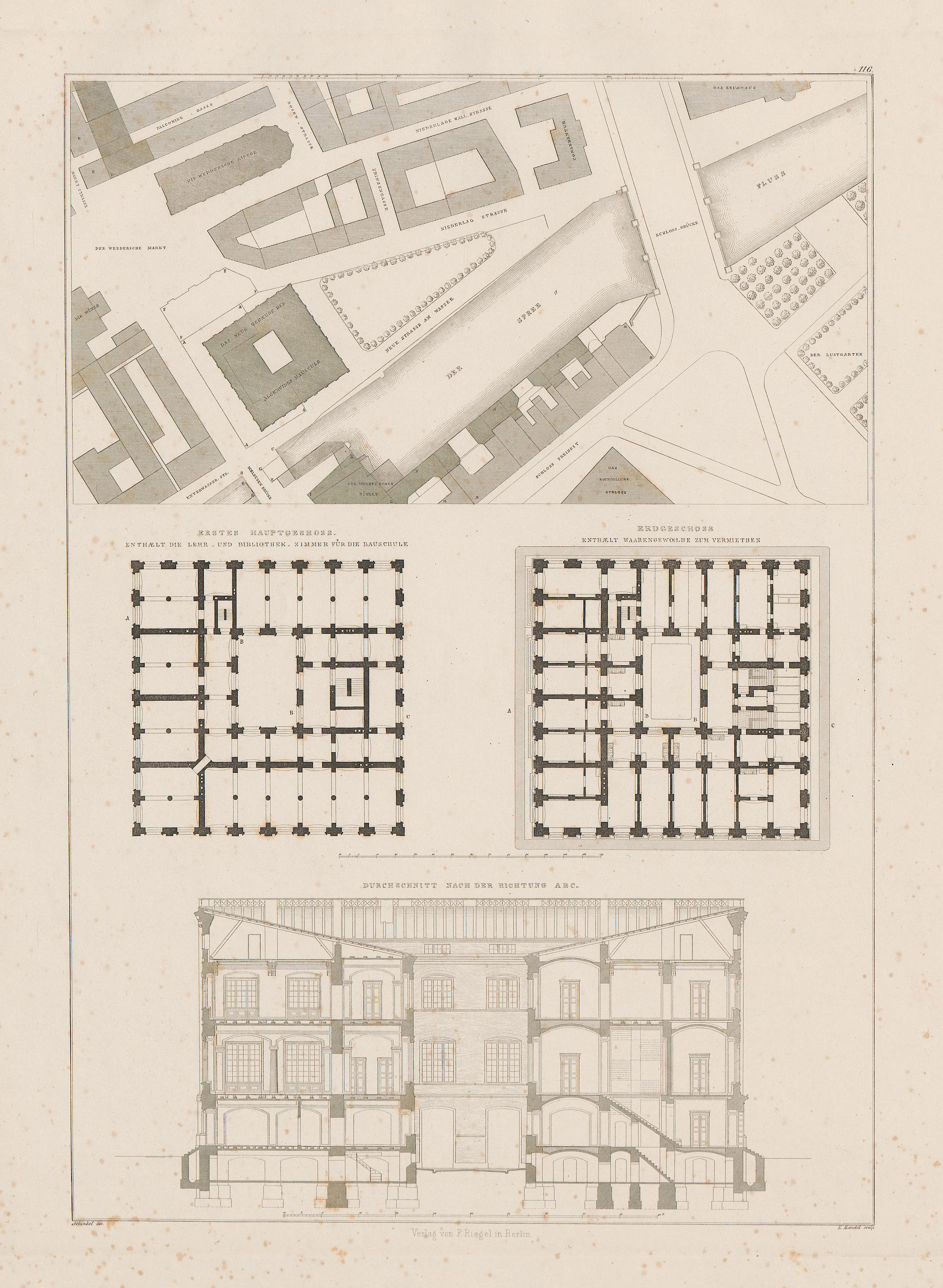
Lageplan, Grundrisse und Schnitt, Zeichnung von Karl Friedrich Schinkel, 1833

### Gründung
Die Bauakademie entstand aus der baulichen Fakultät der Berliner Akademie der Künste, die unter dem Kurfürsten Friedrich III. am 20. März 1699 – also fast einhundert Jahre zuvor – gegründet worden war. Der Lehrplan dieser Fakultät legte den Schwerpunkt auf die ästhetischen Elemente der Baukunst, technische Aspekte wurden kaum beachtet. Folgende Themen standen im Vordergrund:
- der Begriff der Wissenschaft und ihre Einteilung,
- Literatur der Baukunst,
- zweckmäßige Einrichtung von Gebäuden unter Berücksichtigung der Eigentümlichkeiten des Landes und des Klimas,
- Konstruktion der Gebäude hinsichtlich Dauer und Stabilität sowie
- Dekoration der Gebäude.

Die Kenntnisse, welche die Schüler hieraus gewinnen konnten, wurden bis 1773 als ausreichend erachtet, als unter der Regierung Friedrichs des Großen von allen zukünftigen Baubeamten eine Ausbildung in allen zur Baukunst gehörenden Disziplinen verlangt wurde. Mitglieder des Oberbaudepartements lehrten zunächst die technischen Aspekte der Baukunst mit folgenden Inhalten: Land- und Feldmesskunst, Mechanik, Hydrostatik, Hydraulik, Aerometrie, sowie Civil- und Wasserbaukunst. Im Jahre 1790 wurde eine architektonische Klasse eingerichtet, deren Leitung der Oberhofbaurat Friedrich Becherer übernommen hatte. Diese Klasse behandelte die „Construktion und Veranschlagung der Stadtgebäude, die Geschichte und den guten Geschmack in der Baukunst und architektonisches Zeichnen“.

### Reformen
Die Vermittlung der technischen Baukunst erfolgte jedoch weiterhin nicht, sodass zur grundsätzlichen Veränderung dieser Situation das Oberbaudepartement beschloss, eine gänzlich neue Lehranstalt für die allgemeine Baukunst einzurichten. Die geheimen Oberbauräte Johann Albert Eytelwein, David Gilly und Heinrich August Riedel (Riedel sen.) wurden mit den Planungsarbeiten betraut und schlugen vor, dass die an der Kunstakademie bestehende architektonische Lehranstalt zu einer Bauunterrichtsanstalt mit dem Namen „Bauakademie“ umgeändert werden sollte. Nach verschiedenen Änderungen genehmigte Friedrich Wilhelm III. mit der Order vom 18. März 1799 diesen Plan. Damit hatten sich die Baubeamten als entschiedene Protagonisten einer eigenständigen Architektenausbildung, wie sie sie seit 1797 in der von ihnen herausgegebenen „Sammlung nützlicher Aufsätze und Nachrichten die Baukunst betreffend“ konzipiert hatten, durchgesetzt. An der Spitze der neuen königlichen Bauakademie standen die vier oben angeführten Oberhofbauräte, die sich im Direktoriumsvorsitz jährlich abwechselten. Der Auftrag der Anstalt lautete: „Publicandum wegen der vorläufigen Einrichtung der von Seiner Majestät höchstselbst gestifteten allgemeinen Bauunterrichtsanstalt; der Zweck der Anstalt sei die theoretische und praktische Bildung tüchtiger Feldmesser und Baumeister.“
Friedrich Becherer lehrte Baukonstruktion, Johann Albert Eytelwein Mechanik und Hydraulik, Heinrich August Riedel Deichbau und David Gilly Schleusen-, Brücken-, Hafen- und Wegebau. Als Lehrer wurden weiter eingestellt: Heinrich Gentz für Stadtbaukunst, Salomo Sachs für Maschinen-Zeichnen, Riedel jun. für ökonomische Baukunst, Aloys Hirt für Geschichte der Baukunst, Friedrich Gilly für Optik, Perspektive und Zeichnen sowie Paul Ludwig Simon für Bauphysik. Die offizielle Eröffnung fand am 21. April 1799 statt, der Unterricht begann jedoch erst am 1. Oktober 1799. Aus Anlass des 200. Jahrestages der Gründung der Berliner Bauakademie fand vom 3. Dezember 1999 bis zum 30. Januar 2000 an der TU Berlin die Ausstellung: 1799–1999 Von der Bauakademie zur Technischen Universität Berlin. Geschichte und Zukunft statt.
Anfang August 1831 stellte Friedrich von Schuckmann, Minister des Innern für Handels- und Gewerbe-Angelegenheiten, beim König Friedrich Wilhelm III. den von Peter Beuth entworfenen und begründeten Antrag zur Namensänderung der Bauakademie in „Allgemeine Bau-Schule oder Allgemeines Bau-Institut.“ Begründet wurde er damit, dass in ihr „großentheils die Gegenstände gelehrt werden, welche man heut zu Tage von einem tüchtigen Bauhandwerker fordert. Eine eigentliche Hochschule kann eine Anstalt nicht seyn, welche sich mit den Elementen beschäftigt. Wenn übrigens Offiziere eine Allgemeine Kriegsschule besuchen, wird es Feldmessern wohl anstehen, eine Allgemeine Bau-Schule zu besuchen. Ich muß ferner glauben, daß diese Namensveränderung die Wiederherstellung der verloren gegangenen Disciplin in der Anstalt erleichtern werde. Die Zöglinge sahen sich bisher als Studenten an und jeder Kontrolle ihrer Studien überhoben, so wie zu allen Mißbräuchen befugt, welche sich in die akademischen Hörsäle eingeschlichen haben.“
Ende August 1831 genehmigte Friedrich Wilhelm III. den beantragten „Vorschlag, dem Institute fernerhin den Nahmen der allgemeinen Bauschule beizulegen.“ Anfang Mai 1848 äußersten 83 Mitglieder der allgemeinen Bauschule dem Ministerium für Handel, Gewerbe und öffentliche Arbeiten gegenüber die Ansicht, „daß die bisherigen Bestimmungen, betreffend die allgemeine Bauschule, gänzlich unhaltbar geworden sind, da sie jeder freien, wissenschaftlichen und künstlerischen Entwickelung hemmend entgegentreten und nur gegeben scheinen, um den angehenden Architekten schon in der Studienzeit an den Zwang der Büreaukratie zu gewöhnen“. Sie sprachen den Wunsch aus, „daß die Bauschule sofort in eine Bauakademie mit vollständiger Lehr- und Lernfreiheit verwandelt werde“ und die Bestimmungen der Bauprüfungen dahin geändert sehen wollten, „daß die Staatsprüfungen unabhängig seien von allen beizubringenden Zeugnissen über theoretische Vorbereitung in den Bauwissenschaften“.
Zu den ersten Direktoren der Bauakademie zählen der Architekt und preußische Baubeamte Friedrich August Stüler von 1848 bis 1865, der Architekt Richard Lucae von 1873 bis 1877 und der Maschinenbau-Ingenieur und spätere Professor und Gründungsrektor der Königlichen Technischen Hochschule Charlottenburg Hermann Wiebe von 1877 bis 1879. Diese entstand aus der Zusammenführung der Gewerbeakademie mit der Bauakademie.

### Wandlung
Am 1. April 1879 erfolgte der Zusammenschluss der Bauakademie mit der Berliner Gewerbeakademie zur Königlichen Technischen Hochschule zu Berlin in Charlottenburg, aus der später die Technische Universität Berlin hervorging. Damit endete nach 180 Jahren die Geschichte der Berliner Bauakademie als Ausbildungseinrichtung.

## Gebäude

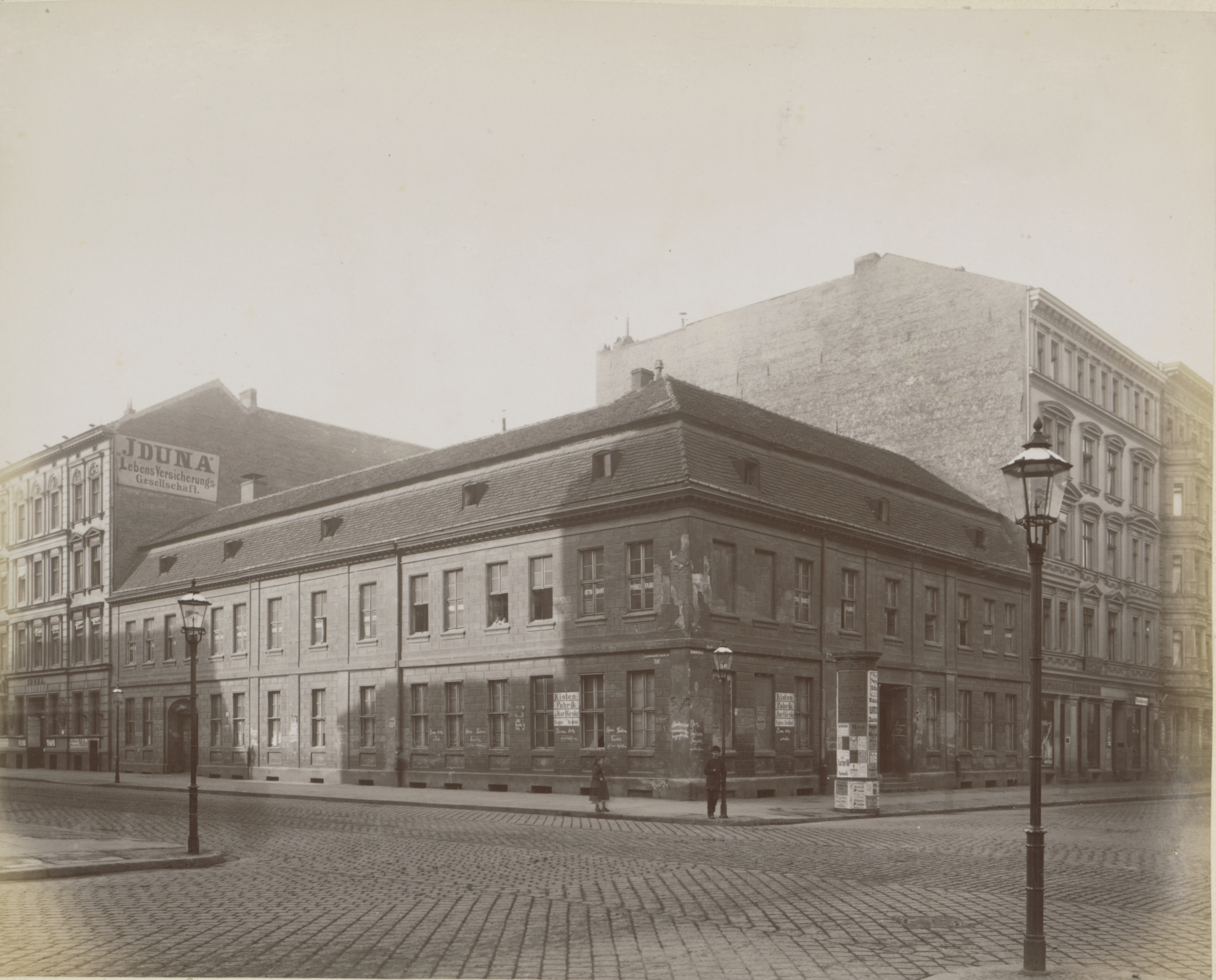
Thielsches Haus, 1891, von 1806 bis 1836 Sitz der Bauakademie

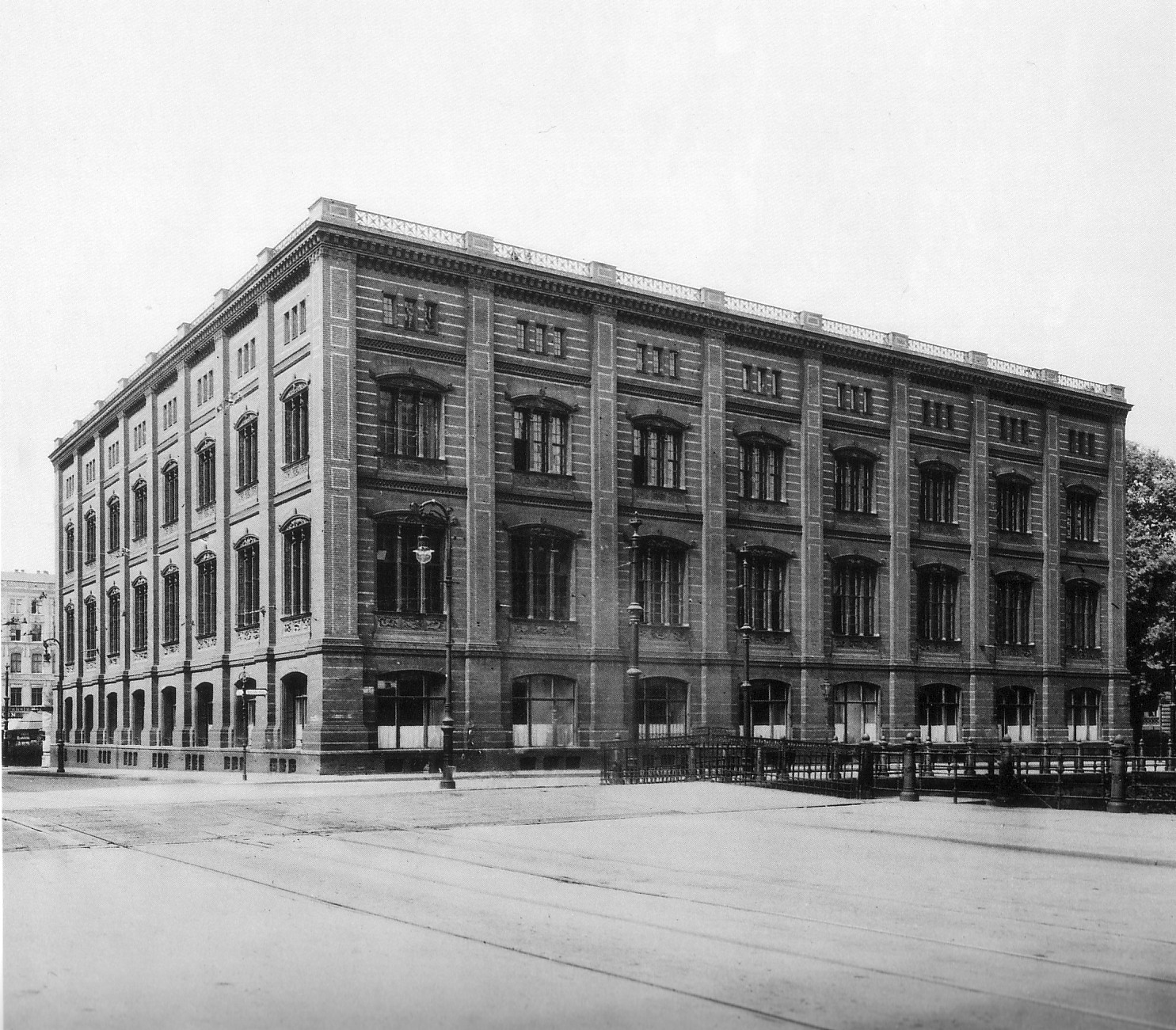
Berliner Bauakademie, Foto von 1888

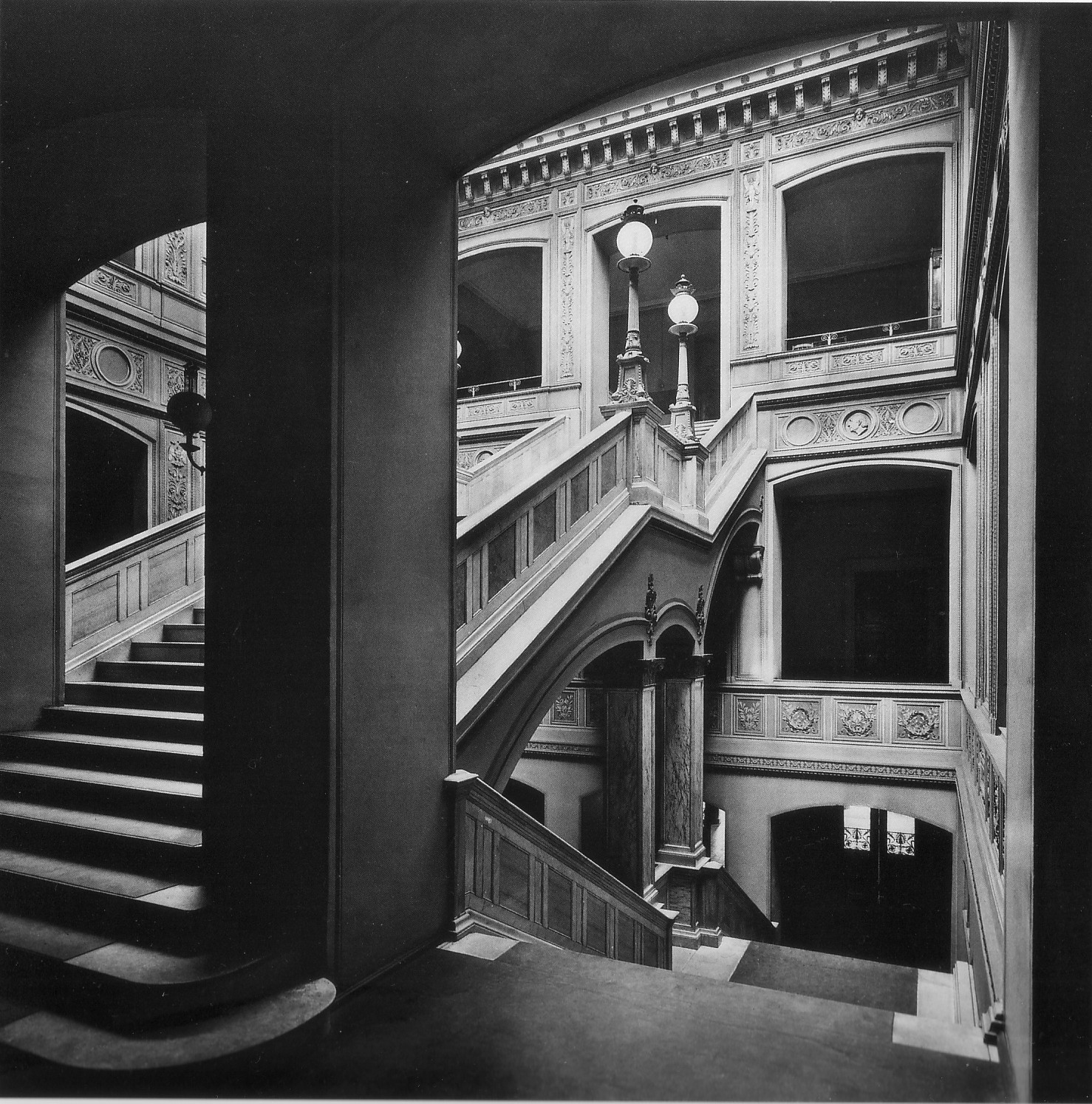
Treppenhaus nach dem Umbau 1873/1874, Foto von 1911

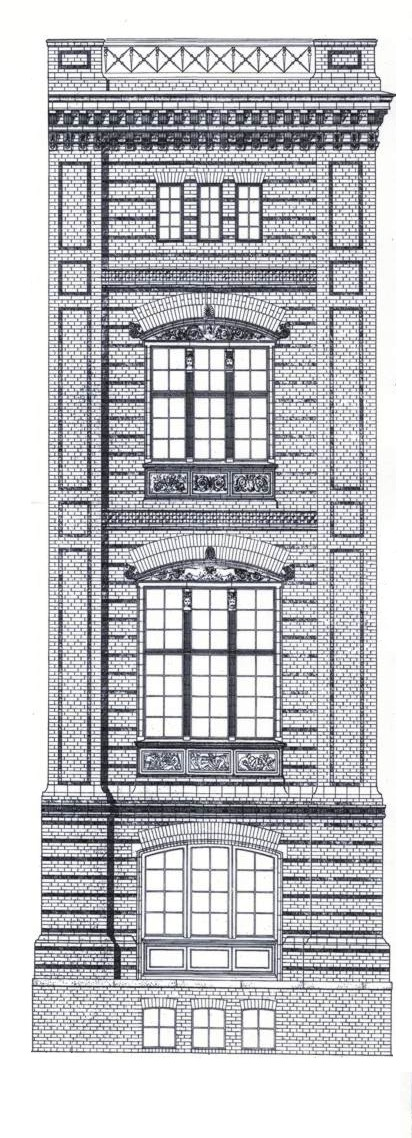
Fassadenachse 8 Ost, Zeichnung von Horst Draheim

### Entstehung
Nach provisorischer Unterkunft am Boulevard Unter den Linden neben dem Hotel Stadt Rom bezog die Bauakademie mit dem Oberbaudepartement 1800 die zweite und dritte Etage der neuerrichteten Münze am Werderschen Markt. 1806 erfolgte der Umzug in das Thielsche Haus an der Ecke Zimmerstraße/Charlottenstraße.
Zwischen 1832 und 1836 wurde das Akademiegebäude auf dem Alten Packhof zwischen Kupfergraben und Friedrichswerderscher Kirche nach einem Entwurf von Karl Friedrich Schinkel realisiert. Die Bauausführung lag bei Emil Flaminius. Das Bauwerk galt in seiner Konstruktionsweise als revolutionär für das 19. Jahrhundert. Es handelte sich dabei laut Hermann Parzinger „um das erste maßgebliche profane Rohziegelgebäude in Preußen“. Das Stützenraster hatte in jeder Richtung acht Achsen mit 5,55 m Abstand und gab so eine mathematisch exakte Gliederung vor. Die Vormauerung aus roten, unverputzten Ziegelsteinen beinhaltete Schmuckterrakotten programmatischen Inhalts. Mit der Vollendung des Gebäudes erfüllte sich auch Schinkels langgehegter Wunsch nach besseren Arbeits- und Wohnverhältnissen, seine Dienstwohnung war 600 m² groß.
Im Folgejahr 1837 gestaltete Peter Joseph Lenné zu Ehren des Baumeisters die nördlich an das Akademiegebäude angrenzende Freifläche zum dreieckigen Schinkelplatz um.

### Nutzung
Ursprünglich dienten das erste und zweite Obergeschoss als Lehr- und Bibliotheksräume der Oberbaudeputation und der Königlich Preußischen Bauschule (Bauakademie), auch die Dienstwohnung des Leiters lag im zweiten Geschoss. Unter dem Dach war ein Aktenarchiv untergebracht. Im Erdgeschoss gab es bis 1886 zwölf Läden mit hochwertigen Angeboten, etwa den Produkten der Königlichen Porzellanmanufaktur, Arbeiten des Hofjuweliers Werner, Seidenwäsche im ersten Verkaufsraum des späteren Großkaufhauses Gerson sowie die Gropius’sche Kunsthandlung, wo 1839 erstmals in Berlin Fotografien ausgestellt wurden. Die Bauakademie war also seinerzeit kein reiner Verwaltungsbau, sondern in das lebendige städtische Leben integriert.
Gleich nach Schinkels Tod setzte sich der Wirkliche Geheime Oberregierungsrat Peter Beuth für die Versorgung der hinterbliebenen fünfköpfigen Familie ein und konstatierte in seinem Promemoria vom November 1841, dass „die von Seiner Majestät dem Könige ausgesprochene Idee: aus dem künstlerischen Nachlasse ein eigenes Museum zu bilden, nur den Wünschen der Familie entsprechen [kann]. Sie erhält dem Preußischen Staate und seiner ferneren Kunstbildung den geistigen Schutz eines seiner größten Männer. Daß die Räume des Bauschul-Gebäudes, in denen er wirkte und starb, worin sich die allgemeine Bauschule, die Bau-Gewerbs-Schule und die Ober-Bau-Deputation befindet, die angemessensten zur Aufstellung der Sammlung sein dürften, haben Seine Majestät der König auszusprechen geruhet.“
Schinkel starb Anfang Oktober 1841. Sein Freund Peter Beuth beantragte Mitte Dezember dieses Jahres für Schinkels Frau Susanne, „daß für die Wittwe ein bescheidener Theil der Wohnung abgezweigt werden kann, welcher für öffentliche Zwecke nicht zu benutzen ist.“ Mitte Januar 1842 bewilligte König Friedrich Wilhelm IV. im Schreiben an Finanzminister Graf Albrecht von Alvensleben der Witwe „für ihre Lebenszeit eine von Ihnen nach dem Bedürfniß anzuweisende freie Wohnung in dem Gebäude der Bauschule.“ In den übrigen Räumen der Schinkelschen Wohnung war zwischen 1844 und 1873 das erste Schinkelmuseum untergebracht.
Schinkels 1842 „für den Staat angekaufte[r] künstlerische Nachlass“, vermehrt um „nachträgliche Erwerbungen von Gemälden und Handzeichnungen“, wurde 1853 mit den von Beuth „hinterlassenen, dem Staate vermachten Kunstgegenständen zu einem Beuth-Schinkel-Museum vereinigt u. in den Räumen der Kgl. Bau-Akademie am Schinkelplatz zu allgemeiner Benutzung aufgestellt.“
Direktor Friedrich Grund (1814–1892) machte Ende Februar 1872 Handelsminister Heinrich Friedrich von Itzenplitz darauf aufmerksam, dass in der Bauakademie „die meisten Hörsäle täglich 6–8 Stunden, oft in ununterbrochener Reihenfolge und bis auf’s Aeußerste gefüllt, benutzt werden müssen, so daß durch die darin herrschende Hitze und schlechte Luft nicht nur die Docenten ganz unglaublich belästigt und in ihrer Lehrthätigkeit behindert werden, sondern auch ein großer Theil der Zuhörer sich zurückzieht, wie auch in der That meist mehr als 20 Prozent derselben fehlen. Die Lage der Bau-Akademie an der belebtesten Straße Berlins, ringsum von Plätzen und Straßen umgeben, trägt den Uebelstand in sich, daß in fast allen Räumen Unruhe herrscht und das Dociren in manchen Sälen zur Unmöglichkeit wird.“
Über den enormen Anstieg der Zuhörerzahl an der Bauakademie informierte Itzenplitz Ende Juni 1872 Finanzminister Otto Camphausen (geadelt 1896): „Während im Wintersemester 1870/71 die Vorlesungen von 373 immatriculirten Studirenden und 42 Hospitanten, im Ganzen von 415 Zuhörern besucht worden, sind diese Zahlen im Wintersemester 1871/72 auf 696 und 87, zusammen 783 gestiegen.“
Anlässlich des Bauakademie-Etats für das Jahr 1875 schrieb Handelsminister Heinrich Achenbach (geadelt 1888) Ende August 1874 an Camphausen, dass die Zahl der immatrikulierten Studenten im Wintersemester 1873/74 weiter „auf 740 gestiegen (ist) und überhaupt einschließlich der Hospitanten 809 (betrug).“
Im selben Schreiben wurde auch auf die entsprechende Notwendigkeit einer deutlichen Verbesserung der Öffnungszeiten des Beuth-Schinkel-Museums hingewiesen: „Außerdem aber fehlt es jetzt ganz an einem Aufsichtsbeamten für das Beuth-Schinkel Museum, welches deshalb auch nur an 2 Tagen wöchentlich 2 Stunden geöffnet ist. Es ist sehr zu beklagen, daß die so werthvollen Sammlungen dieses Museums jetzt so wenig zugänglich sind, und es erscheint dringend geboten, dasselbe künftig täglich in den Vormittagsstunden geöffnet zu halten. Zu diesem Zwecke und gleichzeitig zur Entlastung der beiden erstgenannten Beamten wird deshalb ein 3ter Beamter anzustellen sein, der die Büreau-Geschäfte, die Kassen-Controle bei den Honorar-Einzahlungen und die Aufsicht im Beuth-Schinkel-Museum zu übernehmen hat.“ Zur selben Zeit wurde von Richard Lucae ein Erweiterungsbau geplant, doch nicht umgesetzt. Mit der Vereinigung von Bau- und Gewerbeakademie zur Technischen Hochschule (1879) und deren Neubau in Charlottenburg wurde die Nutzung als Lehrgebäude aufgegeben.
Für nahezu 50 Jahre (1885–1933) war das Gebäude Sitz der Königlich Preußischen Messbild-Anstalt, die 1921 in Staatliche Bildstelle umbenannt wurde. Das Gebäude wurde auch für andere Zwecke, so für das Meteorologische Institut der Universität, ab 1920 für die Hochschule für Politik und ab 1940 für ihre Nachfolge-Einrichtungen Auslandswissenschaftliche Fakultät bzw. Deutsches Auslandswissenschaftliches Institut (DAWI) genutzt.

### Beschädigung im Krieg, Abriss und Folgebebauung

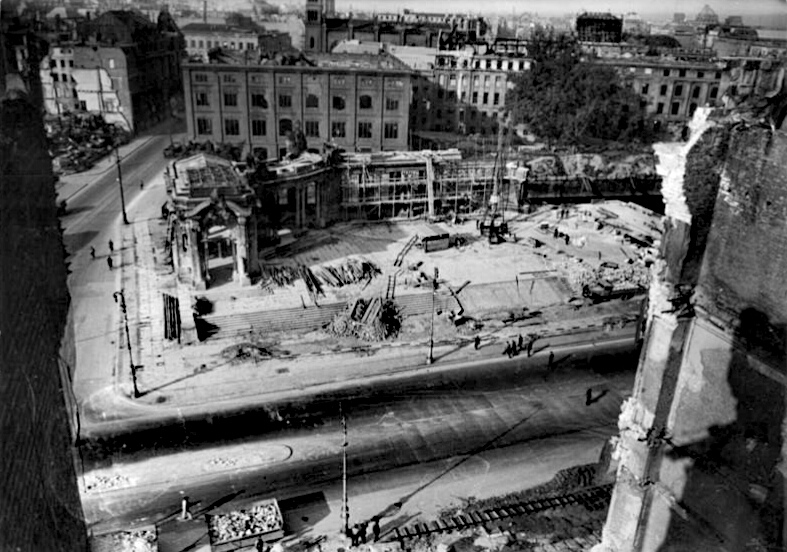
Blick von der Schlossruine auf die ausgebrannte Bauakademie (oben links), 1950

Nach einem alliierten Bombenangriff am 3. Februar 1945 brannte das Gebäude aus. Entsprechend der gut erhaltenen Bausubstanz begann nach dem Ersten Aufbauplan für das Zentrum des Neuen Berlins der Wiederaufbau, gleichzeitig erfolgte am 1. Januar 1951 auf Beschluss des Ministerrates der DDR die Gründung der Deutschen Bauakademie. Diese wurde Eigentümer der Immobilie und sollte der Hauptnutzer werden. Der Architekt Richard Paulick hatte einen Restaurierungs- und Wiederaufbauplan ausgearbeitet. Nach Abschluss der Rohbauarbeiten konnte zwar am 21. November 1953 Richtfest gefeiert werden, doch geriet der Innenausbau danach aufgrund veränderter politischer Umstände und Bewertungen ins Stocken. Die Regierung stellte kein Geld mehr für den Weiterbau zur Verfügung, der endgültige Baustopp erfolgte 1956.
Aufgrund des 1958 ausgeschriebenen Ideenwettbewerbs der DDR zur Sozialistischen Umgestaltung des Stadtzentrums wurde gemäß Beschluss des Leitungskollektivs zum Aufbau des Stadtzentrums am 13. März 1962 die Bauakademie abgebrochen, um Platz zu schaffen für die Errichtung des Ministeriums für Auswärtige Angelegenheiten der DDR im Jahr 1966. Die Architekturhistorikerin Simone Hain sieht die „persönliche Aversion“ des hochrangigen Berliner SED-Funktionärs Paul Verner gegen preußische Kasernenbauten, für die die Bauakademie im 19. Jahrhundert prototypisch war, als wesentliche Grundlage für den Abriss.
Zuvor hatte es in beiden Teilen Deutschlands zahlreiche Proteste gegen den Abriss der Bauakademie gegeben, die unter anderem von Paul Ortwin Rave unterstützt wurden. In einem Brief an Otto Nagel hatte sich auch Max Taut für den Erhalt der Bauakademie eingesetzt: „Wir sind der Ansicht, daß dieses baugeschichtlich so hochinteressante und unersetzliche Gebäude in seiner äußeren Form unbedingt erhalten bleiben müßte, da es ein Alterswerk von Schinkel ist und überraschenderweise eine Abkehr vom Neoklassizismus bedeutet und in seiner großartigen Einfachheit wegweisend unsere heutige Entwicklung vorausgeahnt hat. Es scheint mir außerdem sehr reizvoll, diesen Außenbau mit einem den heutigen Bedürfnissen und Erkenntnissen entsprechenden zeitgenössischen Innengehäuse zu versehen.“
Einzelne Fassadenteile wurden für eine spätere Wiedererrichtung an anderer Stelle geborgen und auf dem Gelände Französische Straße/Ecke Kurstraße eingelagert. Das linke Bronzeportal und mehrere Terrakottareliefs von beiden Portalen wurden 1969 in die Fassade der Gaststätte „Schinkelklause“ am Kronprinzenpalais eingebaut. Das rechte Bronzeportal wurde 1999 wiedergefunden und ins Depot des Landesdenkmalamts verbracht. Außerdem existieren insgesamt elf Kopien der Terrakottaplatten, die sich in der Toreinfahrt des Jugendkulturzentrums Mitte in der Weinmeisterstraße 15 befinden. Die bestehenden Fundament- und Mauerteile sind als Bodendenkmal erfasst und nach Feststellung des Landesdenkmalamtes Berlin in gutem Zustand.

### Rekonstruktion
Nach dem Abriss des DDR-Außenministeriums 1995–1996 mehrten sich Forderungen nach einer Rekonstruktion der Schinkelschen Bauakademie. Die Internationale Expertenkommission Historische Mitte Berlin schrieb 2002 im Abschlussbericht an den Senat und die Bundesregierung: „Eine Rekonstruktion der Schinkelschen Bauakademie im Einklang mit deren künftiger Nutzung ist städtebaulich und architektonisch wünschenswert.“ Der bereits 1994 gegründete Förderverein Bauakademie schlug vor, sie als internationales Innovations-, Ausstellungs- und Veranstaltungszentrum mit angepassten Innenräumen und originalgetreuen Fassaden wiederaufzubauen. 2001–2002 erfolgte die Wiedererrichtung der Nordostecke als Musterfassade und des Roten Saals als Musterraum der Bauakademie. Anschließend wurde 2007–2008 der benachbarte Schinkelplatz in historischer Form wiederhergestellt. Zwischen 2004 und 2019 bildete ein Riesenposter die ursprüngliche Außenansicht der Bauakademie nach, ähnlich wie zuvor beim benachbarten Schloss.
Im Oktober 2016 schlug der Präsident der Stiftung Preußischer Kulturbesitz Hermann Parzinger vor, den rekonstruierten Schinkelbau als Architekturmuseum zu nutzen. Am 11. November 2016 beschloss der Deutsche Bundestag, 62 Millionen Euro für die Rekonstruktion der Bauakademie freizugeben. Sie soll „nationales Schaufenster, Forum und Werkstatt in einem“ für aktuelle Themen rund um Architektur, Bauwesen und Stadtentwicklung sowie ein weiterer kultureller Schwerpunkt auf der Museumsinsel sein, der „dem historischen Vorbild verpflichtet dem gesamten Bauen gewidmet“ wird. Im Mai 2017 verkaufte das Land Berlin dem Bund das Grundstück. Am 7. Mai 2018 gab das Bundesministerium des Innern die Ergebnisse eines internationalen Programmwettbewerbs für die wieder zu errichtende Bauakademie bekannt. Im Januar 2019 wurde die Bundesstiftung Bauakademie als Trägerorganisation für den Wiederaufbau des Gebäudes gegründet. Nach einem Urteil des Landesarbeitsgerichts Berlin-Brandenburg im Juni 2020 wurde die Stelle des Gründungsdirektors der Bundesstiftung Bauakademie im September 2020 neu ausgeschrieben. Am 11. März 2021 gab das Bundesministerium des Innern die Wahl von Guido Spars, Professor an der Bergischen Universität Wuppertal, zum Gründungsdirektor der Bundesstiftung Bauakademie bekannt. Spars trat sein Amt zum 1. September 2021 an.
Eine bundesweite Forsa-Umfrage ergab eine klare Zustimmung in der Öffentlichkeit zum originalgetreuen Wiederaufbau von Schinkels Bauakademie. Diese wird von 67 % der Befragten bevorzugt, 19 % präferieren eine andere Gestaltung des Baus. Zudem sprechen sich 66 % der Befragten dafür aus, dass die originalgetreue Wiederherstellung zur Vorgabe im Architekturwettbewerb gemacht werden sollte.
In ihrem am 26. April 2023 unterzeichneten Koalitionsvertrag vereinbarten CDU und SPD eine „nachhaltige und klimagerechte Wiedererrichtung“ der Bauakademie, die „zugleich die baukulturellen Werte von Karl Friedrich Schinkel verkörpert und Bezug nimmt zur historischen Umgebung“. Nachdem bekannt geworden war, dass die Bundesstiftung Bauakademie unter Guido Spars eine „zeitgenössische Interpretation“ anstatt der vom Bundestag beschlossenen originalgetreuen Rekonstruktion anstrebte, forderte Rainer Haubrich, „anstatt eine Architektur-Ikone wie Schinkels Bauakademie zu verhunzen“ sollte Stiftungschef Spars „endlich den Bundestagsbeschluss zum Wiederaufbau umsetzen“. Im Dezember 2024 stimmte das Abgeordnetenhaus von Berlin einem Antrag der Koalition zu, wonach der Senat den Siegerentwurf ablehnen darf, wenn er dem Bundestagsbeschluss zur Rekonstruktion der Schinkelfassade widerspricht. Am gleichen Tag kündigte die Bundesstiftung Bauakademie den Rücktritt von Gründungsdirektor Spars an.

## Bedeutung

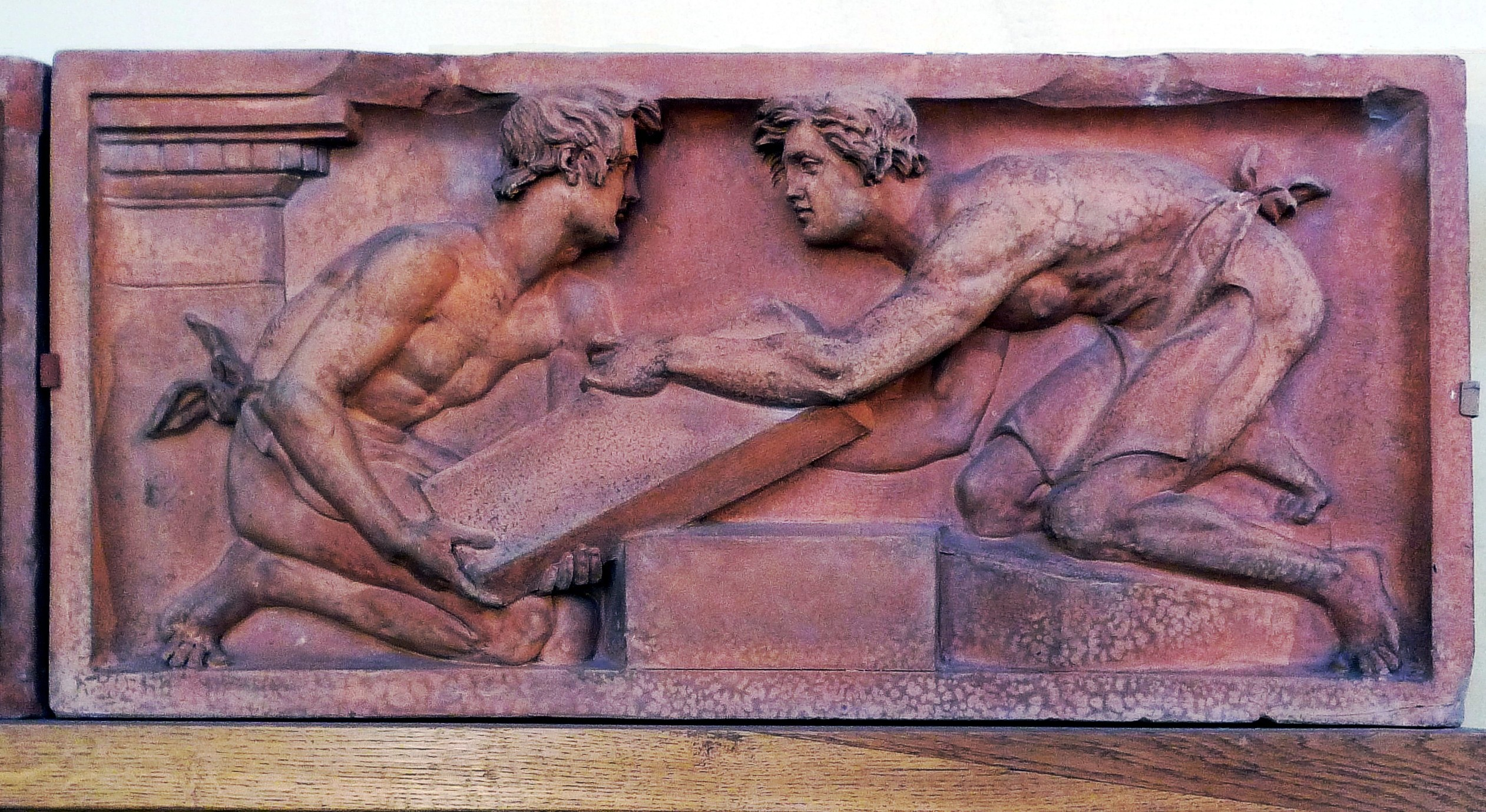
Originales Terrakottarelief der Bauakademie

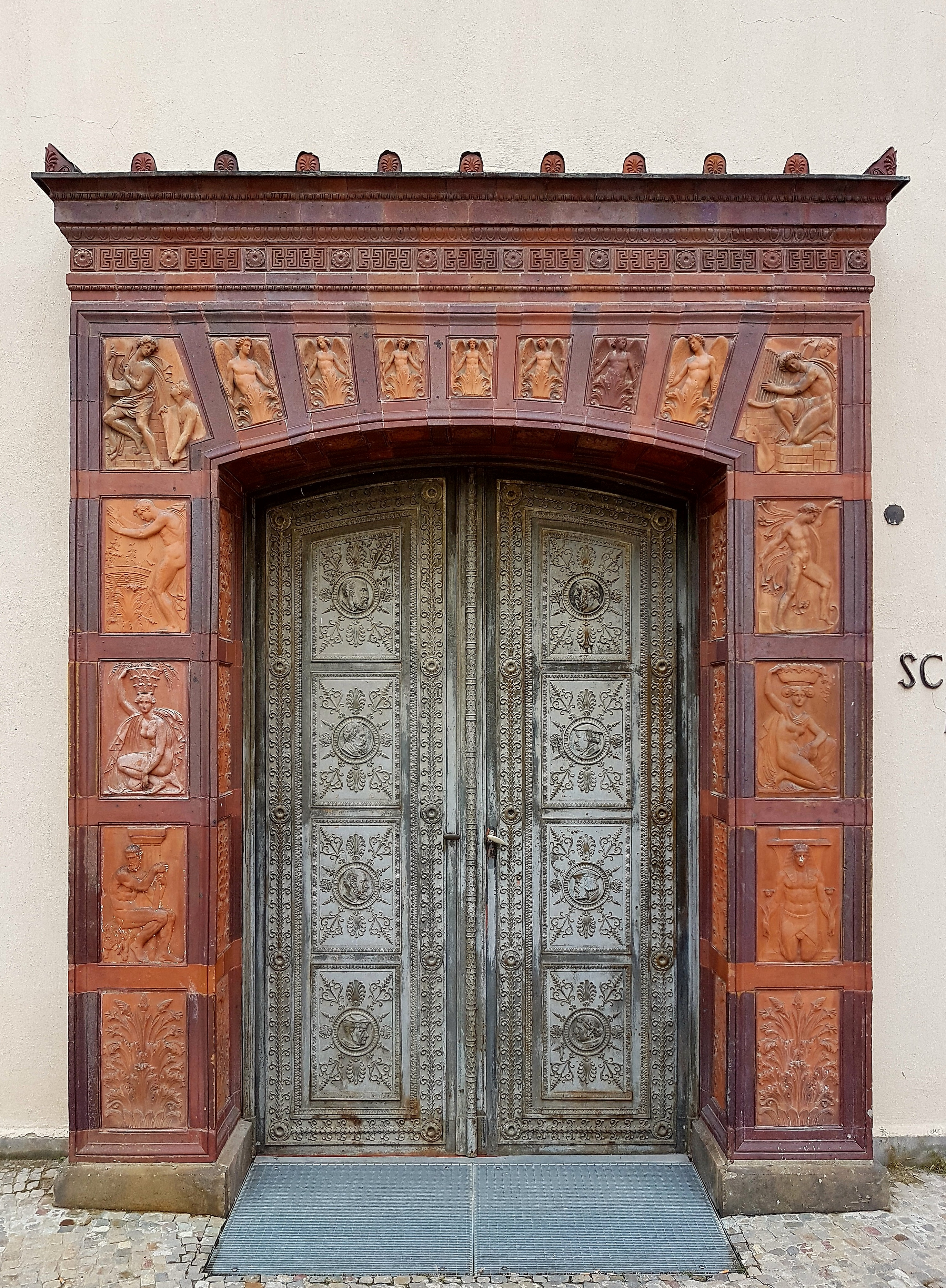
Originales Portal der Bauakademie, eingebaut in der Schinkelklause am Kronprinzenpalais

Der Kunsthistoriker Jörg Trempler bewertet die Bauakademie nicht nur als „ersten Skelettbau der Architekturgeschichte“, sondern vielmehr als „Initialbau der modernen Architektur“. „Eine strenge Funktionalität, der Skelettbau und die Überwindung des klassischen Prinzips von Tragen und Lasten sind zum Allgemeingut in der modernen Architektur geworden, und die Bauakademie gilt als deren Ursprung.“
Der SPK-Präsident Hermann Parzinger würdigt die Bauakademie als das „erste maßgebliche profane Rohziegelgebäude in Preußen“. Sie sei ihrer Zeit weit voraus gewesen und habe Bahnbrechendes für die Baukultur geschaffen. „Wenn es überhaupt ein Gebäude in der Mitte Berlins gibt, das exemplarisch für die architektonische Modernität und Innovationskraft der ersten Hälfte des 19. Jahrhunderts steht, dann ist es die Bauakademie. Und wenn es ein Gebäude gibt, das es als Zeugnis des Vergangenen in dieser Mitte Berlins wert ist, wiederzuerstehen, dann dieser revolutionäre Ziegelbau von 1836.“
Friedrich Adler sah in der Bauakademie die Wiedergeburt des Backsteinbaus. Ihm zufolge griff Schinkel „mit Herz und Hand zur alten Weise des märkischen Backsteinbaues zurück, um auch der modernen Architektur in dem echten unverhüllten Materiale wieder einen bleibenden Gehalt zu schaffen.“ Mit der Bauakademie habe Schinkel den Backsteinbau zu einer Vollendung geführt, die bisher nicht übertroffen worden sei, so Adler. Die Bauakademie „ist und bleibt ein Originalwerk. Sie gehört nicht einseitig der Antike an, ebenso wenig dem Mittelalter wie der Renaissance. Sie zeigt den engen geschichtlichen Anschluss frei überwunden; sie gleicht einem Samenkorn, das weitere organische Entfaltung verspricht.“
Harald Bodenschatz betont, dass die Bauakademie nicht nur „ein herausragendes Bauwerk von überregionaler Bedeutung mit außerordentlicher städtebaulicher Wirkung“ war, mit der sich neben Karl Friedrich Schinkel auch Richard Lucae und Richard Paulick befassten, sondern auch „ein außerordentlich wichtiger Standort der staatlichen Baupolitik“, insbesondere der Berliner Bildungs- und Wissenschaftsgeschichte. „Und zwar nicht nur wegen des Wirkens der Institution Bauakademie, nicht nur wegen des Wirkens von Schinkel in dieser Akademie, sondern auch wegen des Wirkens der Deutschen Hochschule für Politik.“ Die Bauakademie sei schließlich der „Mutterbau“ der heutigen Technischen Universität Berlin gewesen.
Der Berliner Architekturtheoretiker Fritz Neumeyer fordert, die Bauakademie als Architekturschule und Schinkelarchiv zu rekonstruieren. „Von welchem anderen Bau könnte man sich sehnlicher wünschen, daß der in ihm verkörperte Geist, der in der Geschichte stark verwurzelt, aber ebenso offen für das Neue ist, endlich wieder auferstünde! Mit der Bauakademie wäre nicht nur ein städtebaulicher Eckstein zur Wiedergewinnung der historischen Mitte gefunden, sondern auch das passende Gehäuse für eine Institution, die im Herzen Berlins als neue Berliner Architekturschule und Schinkel-Archiv eine Stätte des Forschens und Experimentierens und ein Diskussions-Forum für Stadtideen sein könnte.“